# Airasca
Airasca és un comune (municipi) de la ciutat metropolitana de Torí, a la regió italiana del Piemont, situat a uns 25 quilòmetres al sud-oest de Torí. A 1 de gener de 2019 la seva població era de 3.681 habitants.
Airasca limita amb els següents municipis: Cumiana, Volvera, None, Piscina i Scalenghe.